# Rukomet na OI 1984. – žene
Ženski rukometni turnir na OI 1984. U Los Angelesu održan je od 1. do 9. kolovoza. Svoj prvi i posljednji naslov u povijesti osvojila je jugoslavenska reprezentacija.

## Turnir
|    | Reprezentacija | Bod. | Utakmica | Pob. | N. | Por. | Pos. | Pri. | RP  |
| -- | -------------- | ---- | -------- | ---- | -- | ---- | ---- | ---- | --- |
| 1. | Jugoslavija    | 10   | 5        | 5    | 0  | 0    | 143  | 102  | +41 |
| 2. | Južna Koreja   | 7    | 5        | 3    | 1  | 1    | 125  | 119  | +6  |
| 3. | Kina           | 5    | 5        | 2    | 1  | 2    | 112  | 115  | -3  |
| 4. | Njemačka       | 4    | 5        | 2    | 0  | 3    | 91   | 100  | -9  |
| 5. | SAD            | 4    | 5        | 2    | 0  | 3    | 114  | 123  | -9  |
| 6. | Austrija       | 0    | 5        | 0    | 0  | 5    | 91   | 117  | -26 |

1. kolovoza 1984.
|  | Južna Koreja | 23:22 | Austrija |  |
|  | Jugoslavija  | 20:19 | Njemačka |  |
|  | SAD          | 25:22 | Kina     |  |

3. kolovoza 1984.
|  | Jugoslavija  | 30:15 | Austrija |  |
|  | Kina         | 20:19 | Njemačka |  |
|  | Južna Koreja | 29:27 | SAD      |  |

5. kolovoza 1984.
|  | Njemačka    | 18:17 | Austrija     |  |
|  | Kina        | 24:24 | Južna Koreja |  |
|  | Jugoslavija | 33:20 | SAD          |  |

7. kolovoza 1984.
|  | Kina        | 21:16 | Austrija     |  |
|  | Jugoslavija | 29:23 | Južna Koreja |  |
|  | Njemačka    | 18:17 | SAD          |  |

9. kolovoza 1984.
|  | SAD          | 25:21 | Austrija |  |
|  | Južna Koreja | 26:17 | Njemačka |  |
|  | Jugoslavija  | 31:25 | Kina     |  |

| Zlato | Srebro | Bronca |
| --- | --- | --- |
| SFR Jugoslavija Svetlana Anastasovska Alenka Cuderman Svetlana Dašić Slavica Dukić Dragica Đurić Mirjana Đurica Emilija Erčić Ljubinka Janković Kolar-Merdan Liljana Mugoša Svetlana Mugoša Mirjana Ognjenović Zorica Pavičević Jasna Ptujec Biserka Višnjić | Južna Koreja Yoon Soo-Kyung Shon Mi-Na Sung Kyung-Hwa Yoon Byung-Soon Kim Ok-Hwa Lee Soon-Ei Lee Young-Ja Kim Choon-Rye Kim Kyung-Soon Kim Mi-Sook Han Hwa-Soo Jeong Hyoi-Soon Jeung Soon-Bok | Kina Xing-Jiang Wu Jian-Ping He Jue-Feng Zhu Wei-Hong Zhang Xiu-Min Gao Lin-Wei Wang Li-Ping Liu Xiu-Lan Sun Yu-Mei Liu Lan Li Ming-Xing Wang Zhen Chen Pei-Jun Zhang |